# Comythovalgus gallanus
Comythovalgus gallanus är en skalbaggsart som beskrevs av Müller 1940. Comythovalgus gallanus ingår i släktet Comythovalgus och familjen Cetoniidae. Inga underarter finns listade i Catalogue of Life.